# الإسلام في آسام

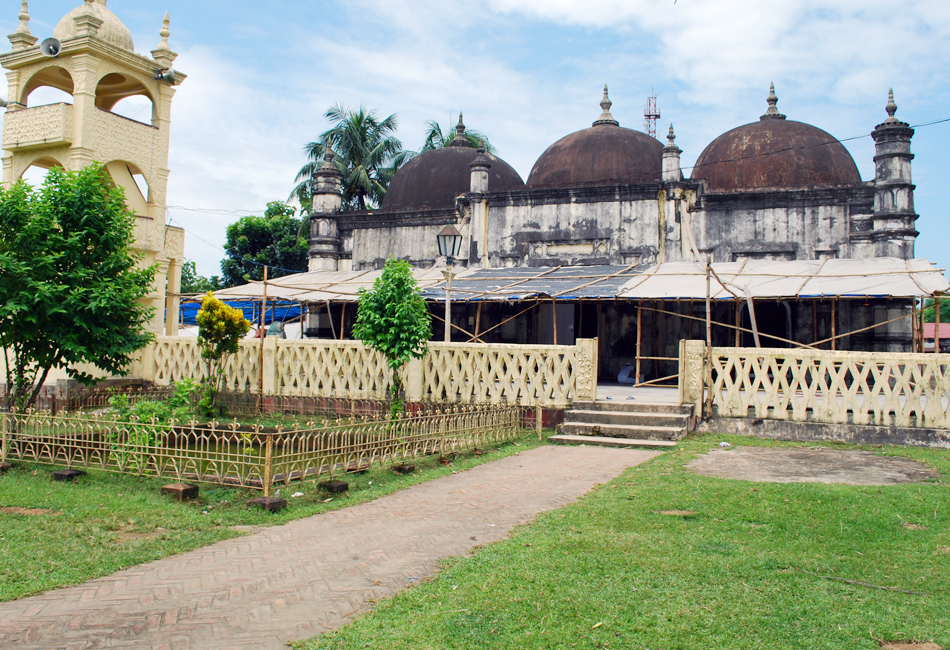
مسجد بنباري هو أقدم مسجد في ولاية أسام

الإسلام في ولاية آسام، الإسلام هو ثاني أكبر ديانة في ولاية آسام الهندية. وهو الاسرع نموًا بين الأديان في ولاية آسام وفقًا لتقرير تعداد عام 2011. وفقًا لتعداد عام 2011 بلغ عدد المسلمين 10,679,345، وهم يألفون أكثر من 34.22% من مجموع سكان الولاية. ويشكل المسلمون أغلبية في 9 مقاطعات من ولاية آسام وفقًا لتعداد عام 2011.

## التاريخ
جاء أوائل المسلمون إلى آسام في أوائل القرن الثالث عشر، عندما قاد محمد بن بختيار الخلجي حملة إلى الهند الشرقية في عام 1205. واعتنق رئيس قبيلة ميش الإسلام بناءً على دعوة من الخلجي. وسما نفسه علي ميش. الإسلام أصبح ذا شعبية في وادي باراك مع وصول الصوفي شاه جلال وتلاميذه في أوائل القرن الرابع عشر. جزء كبير من الوادي كان يخضع لسلطنة البنغال. ومنذ ذلك الحين واصل المسلمون لعب دور مهم في جميع مناحي الحياة في ولاية أسام.
في عام 1613 ضم المغول لفترة وجيزة كوخ هاجو التي تقع في غرب أسام. كما حكموا غوالبارا (كجزء من البنغال البنغالية).